# Sebesch
Sebesch (russisch Себеж) ist eine Kleinstadt in der Oblast Pskow (Russland) mit 6375 Einwohnern (Stand 14. Oktober 2010).

## Geografie
Die Stadt liegt etwa 190 Kilometer südlich der Oblasthauptstadt Pskow zwischen den Seen Orono und Sebeschskoje im Einzugsbereich der Düna.
Sebesch ist Verwaltungszentrum des gleichnamigen Rajon Sebesch.
Die Stadt liegt an der auf diesem Abschnitt 1901 eröffneten Eisenbahnstrecke Moskau–Riga (Streckenkilometer 617). Der Bahnhof von Sebesch ist Grenzbahnhof. Außerdem liegt die Stadt an der Fernstraße M9 Moskau–Welikije Luki–lettische Grenze (weiter über Rēzekne nach Riga).

## Geschichte

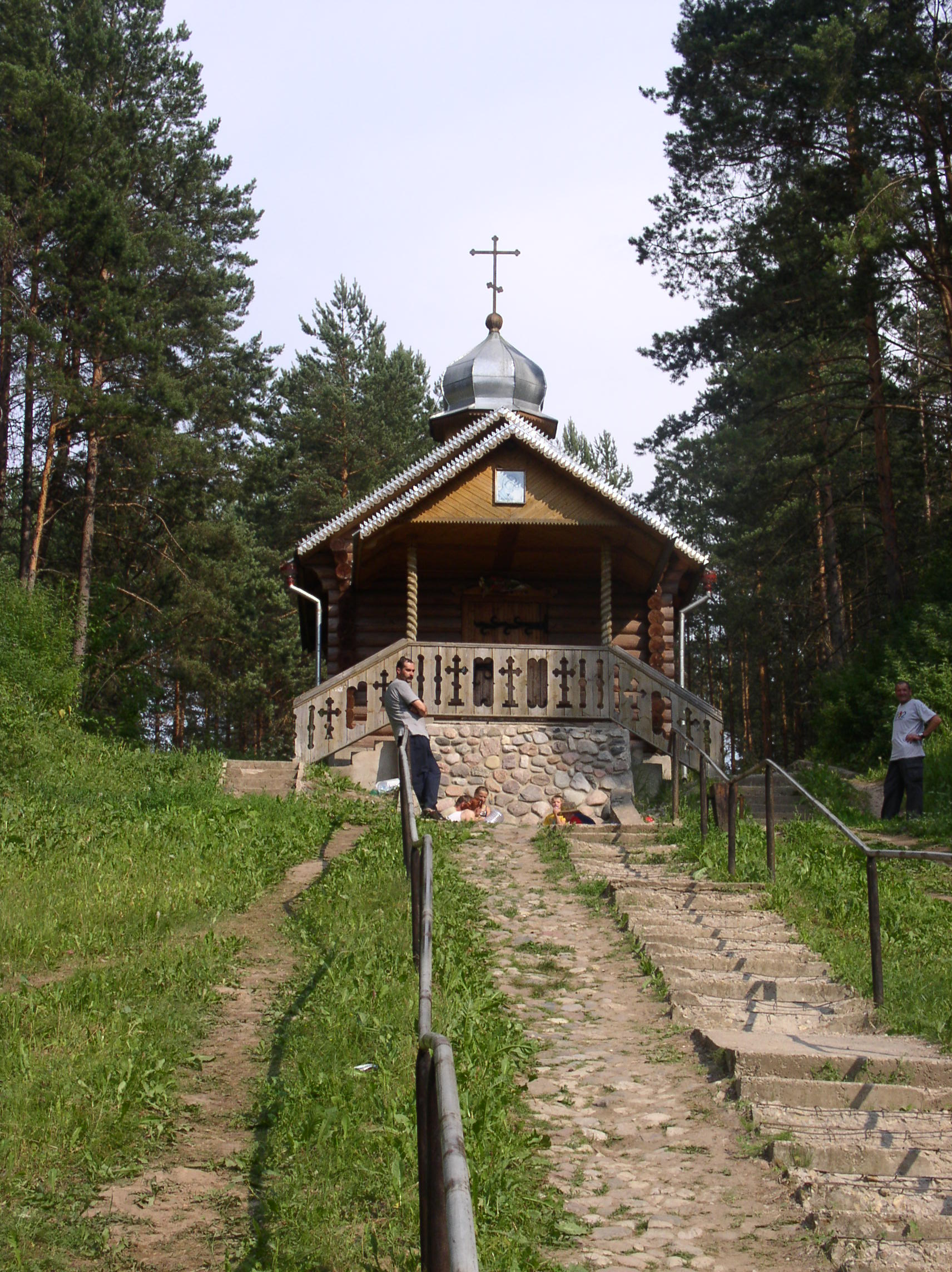
Holzkapelle in Sebesch

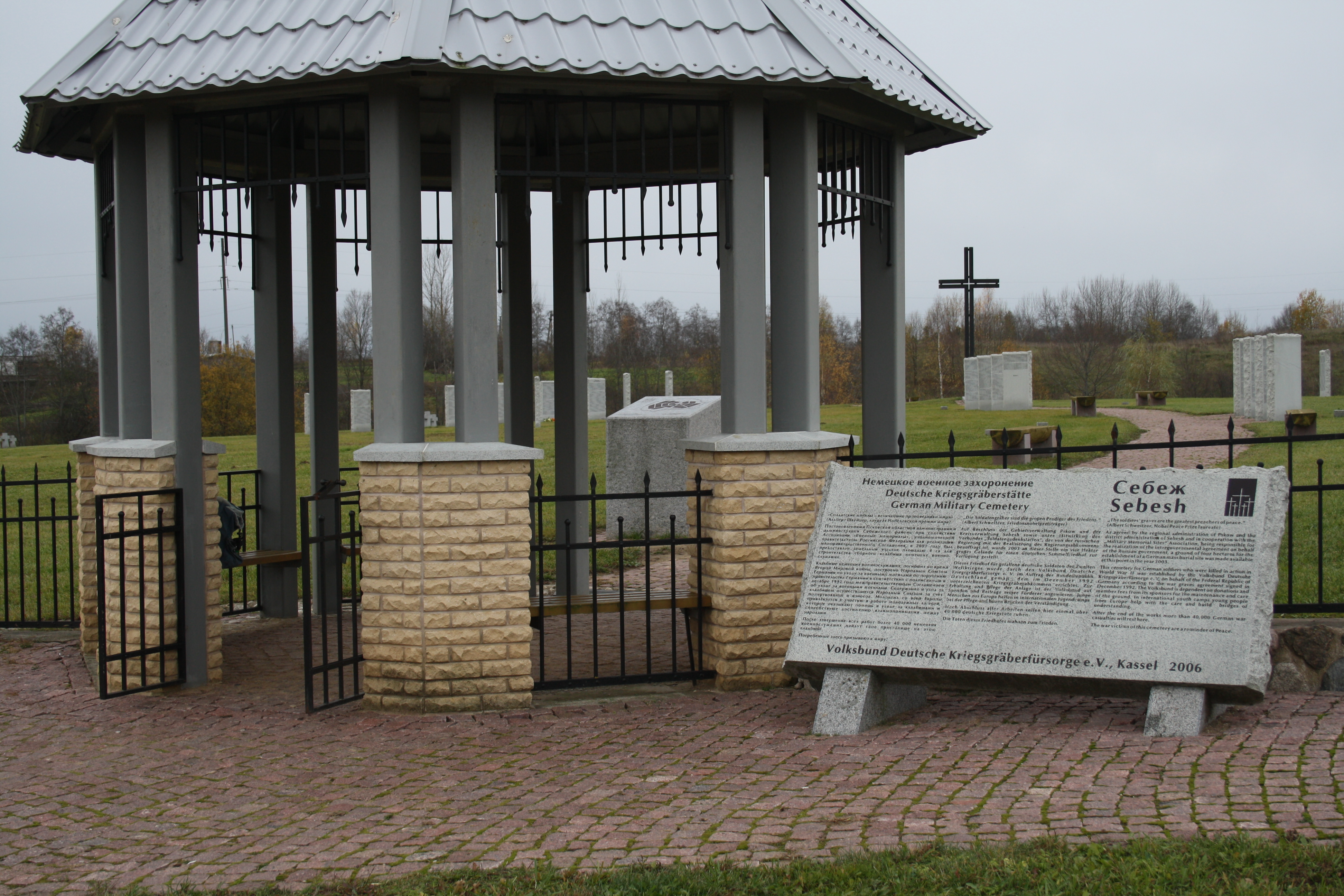
Deutsche Kriegsgräberstätte Sebesh – Hinweistafel.

Sebesch wurde erstmals in den Chroniken der Republik Pskow als „Pskower Vorstadt“ erwähnt, welche 1414 von den Truppen des litauischen Großfürsten Vytautas zerstört worden war.
1535 wurde auf Befehl des Fürsten Schuiski eine hölzerne Festung errichtet, die zu Ehren Johannes des Täufers (russisch Ioann Predtetscha bzw. Iwan Predtetscha) Iwangorod-na-Sebesche, d. h. Johannesstadt am Sebeschsee genannt wurde. Die Festung war ein wichtiger Verteidigungspunkt an der Grenze zu Litauen und hielt bereits 1536 einer Belagerung durch polnisch-litauische Truppen stand. Im Testament Iwans des Schrecklichen wurde der Ort als Sebesch erwähnt.
Ab 1579 gehörte Sebesch zu Polen-Litauen; bis zum Anfang des 18. Jahrhunderts wechselte der Besitz der Stadt mehrfach zwischen Russland und Polen.
Während des Großen Nordischen Krieges von 1700 bis 1721 wurde Sebesch auf Befehl Peters des Großen zu einem der russischen Hauptstützpunkte gemacht.
Seit 1772 gehörte die Stadt endgültig zu Russland und erhielt das russische Stadtrecht.
Im Zweiten Weltkrieg wurde Sebesch am 9. Juli 1941 von der deutschen Wehrmacht besetzt und am 17. Juli 1944 von Truppen der 2. Baltischen Front der Roten Armee im Rahmen der Pskow-Ostrower Operation befreit. Die Deutsche Kriegsgräberstätte Sebesh erinnert an diese Zeit.

### Bevölkerungsentwicklung
| Jahr | Einwohner |
| ---- | --------- |
| 1897 | 4.326     |
| 1926 | 5.500     |
| 1939 | 6.049     |
| 1959 | 7.285     |
| 1970 | 10.270    |
| 1979 | 10.783    |
| 1989 | 9.497     |
| 2002 | 7.138     |
| 2010 | 6.375     |

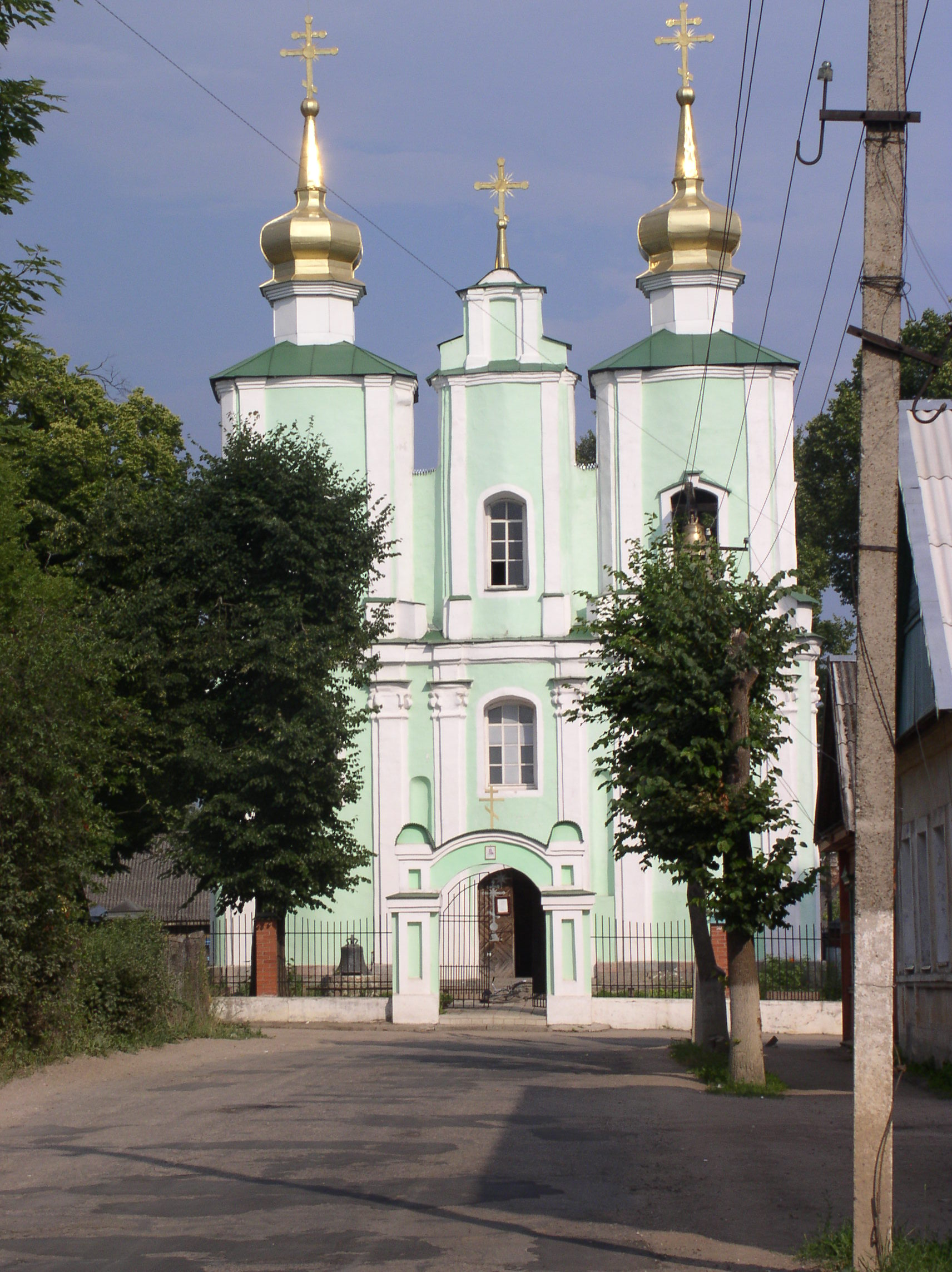
Dreifaltigkeitskirche in Sebesch

Anmerkung: Volkszählungsdaten (1926 gerundet)

## Kultur und Sehenswürdigkeiten
Im historischen Teil der Stadt sind der Burgberg mit Überresten der Festungswälle von 1535 und eine ursprünglich katholische Kirche von 1625 erhalten, welche restauriert und 1990 als orthodoxe Dreifaltigkeitskirche (церковь Святой Троицы/zerkow Swjatoi Troizy) neu geweiht wurde, sowie ein Glockenturm aus dem 19. Jahrhundert.
Die Stadt besitzt ein Heimatmuseum und ein Naturmuseum.

## Wirtschaft
In Sebesch gibt es Betriebe der Baumaterialien und Holzwirtschaft sowie der Leicht- und Lebensmittelindustrie.

## Söhne und Töchter der Stadt
- Semjon Tomsinski (1894–1938), russisch-sowjetischer Historiker
- Witold Rudziński (1913–2004), polnischer Komponist